# Na'an
Na'an ( נַעַן ) est un kibboutz créé en 1930.

## Histoire
Le kibboutz a été créé en 1930, à côté de la ville de Rehovot. Le kibboutz est fondé par 42 membres du mouvement de jeunesse socialiste Hanoar Haoved Véhalomed, qui avait été fondé en 1924 et qui était lié à la fédération générale des travailleurs juifs (Histradruth).  
Durant la Seconde Guerre mondiale , plusieurs membres de ce kibboutz rejoignent la Brigade juive, lors de sa création en 1941 et deux kibboutznikim sont tués durant la guerre.

## Personnalités
- Moshe Carmel (1911–2003), homme politique
- Yisrael Galili (1911-1986), homme politique
- Shmarya Guttman (1909-1996), archéologue
- Michal Negrin, bijoutier[1],[2]
- Fanny Loinger, plus tard connue comme Fanny Loinger-Nezer, (1915-1992) : infirmière et résistante juive française, qui ,avec son frère, Georges Loinger, fait partie du Réseau Garel (Lyon, 1942-1944) et qui, entre 1941 et 1944, sauve 400 enfants juifs de la déportation : elle fut membre de ce Kibboutz  entre 1936  et 1938.